# Vimské kasárny
Vimské kasárny (německy Vimy-Kaserne) je památkově chráněný objekt bývalých kasáren v bavorském městě Freising v Německu.
Kasárny byly zřízeny mezi léty 1904 a 1906 jako náhrada za zrušené kasárna v klášteře Neustift. Nesly název Prinz-Arnulf-Kaserne po bavorském polním maršálovi Arnulfovi Bavorském. Současně začala stavba nedaleké vodárenské věže. V kasárnách sídlil 1. královský bavorský lovecký batalion "König", podle něhož dostaly název Jäger-Kaserne. Ve 30. letech získaly název Vimy-Kaserne, jež byl odvozen od bitevního regionu první světové války ve Francii, kde se odehrála tzv. Lorettoschlacht (u města Arras). Své jednotky zde poté měla německá Bundeswehr. Roku 1993 byly kasárny uzavřeny. Dnes areál patří městu a nachází se zde bytové domy.

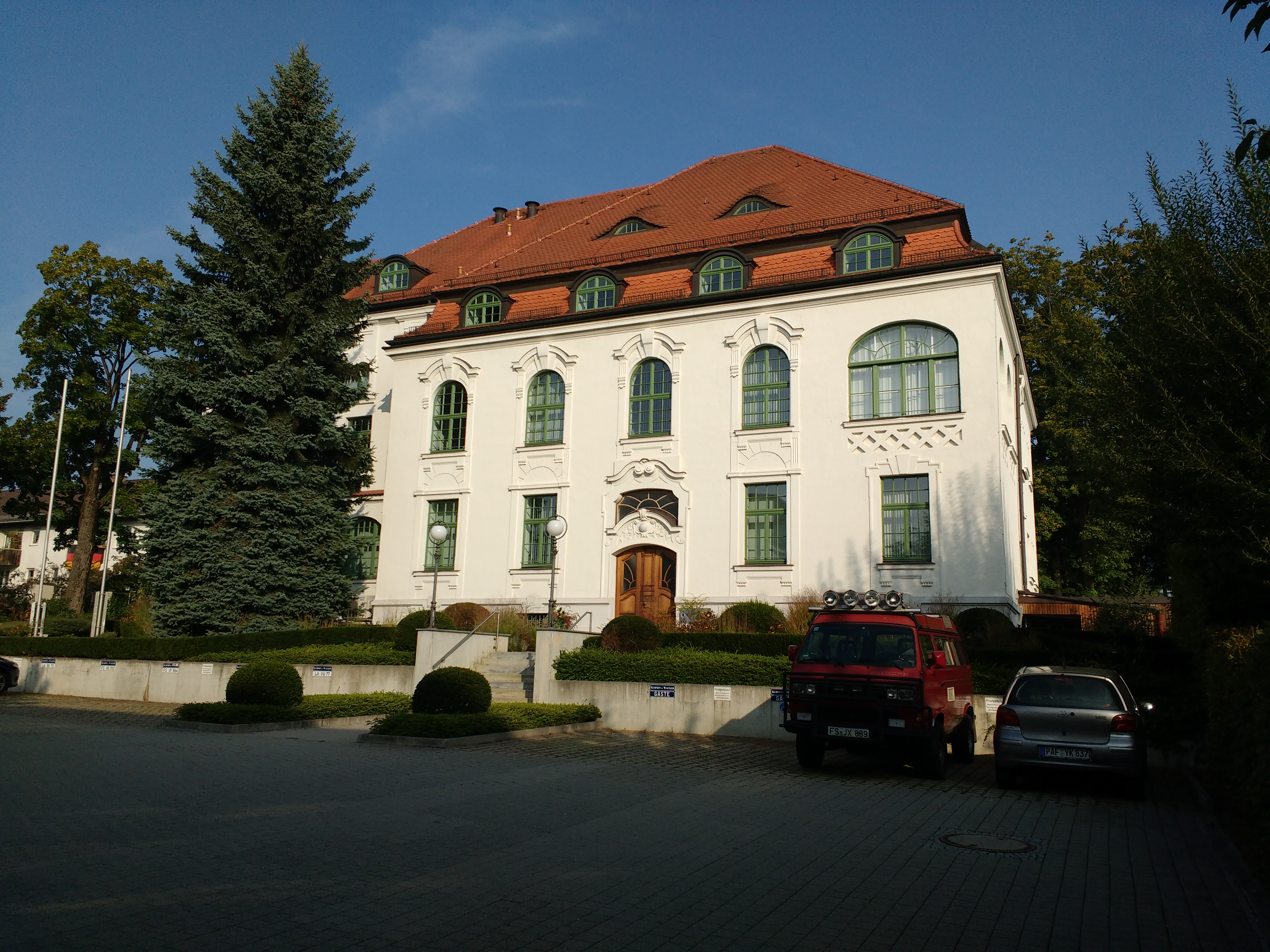
Hans-Unterleitner-Weg 1
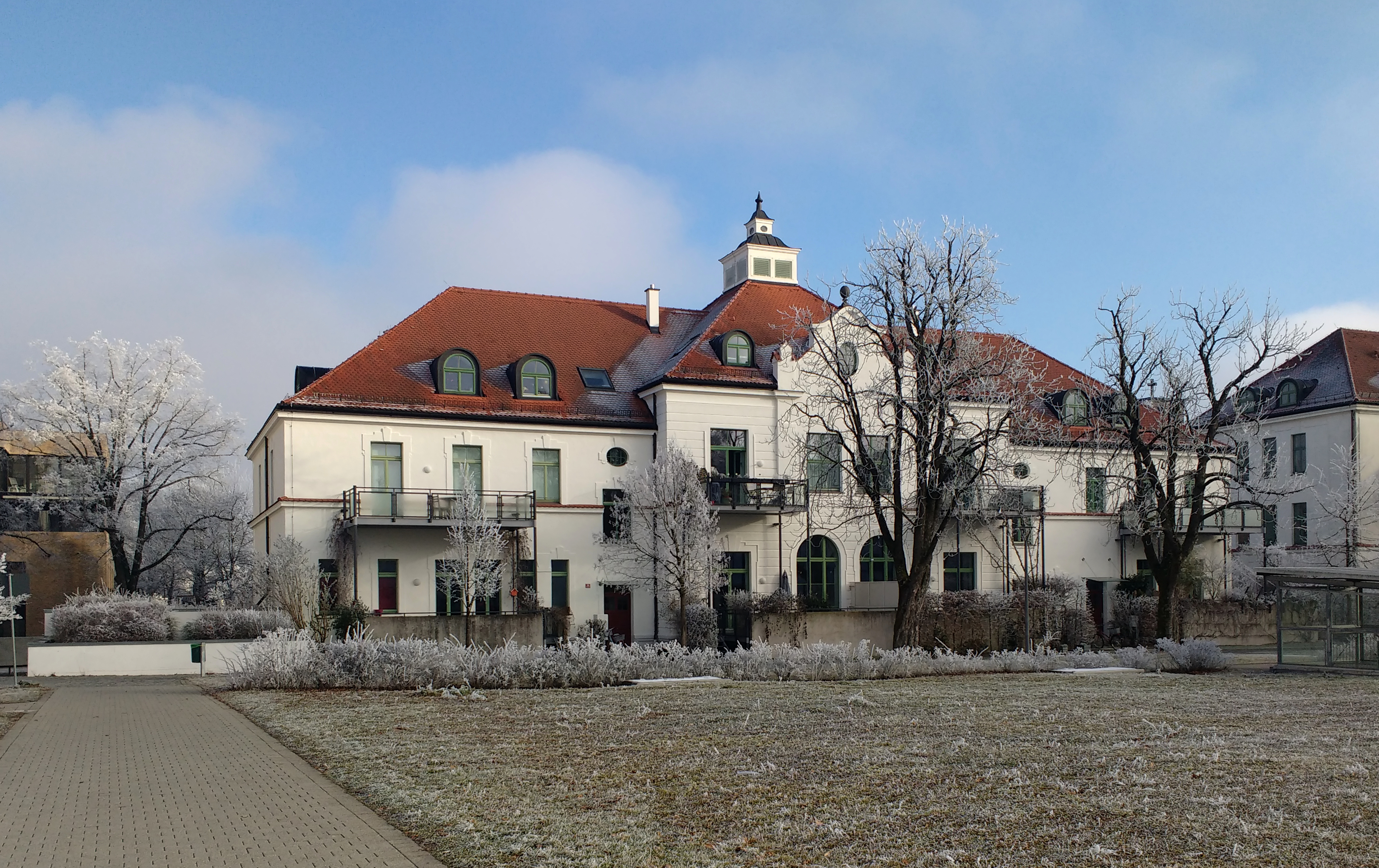
Major-Braun-Weg 6-10
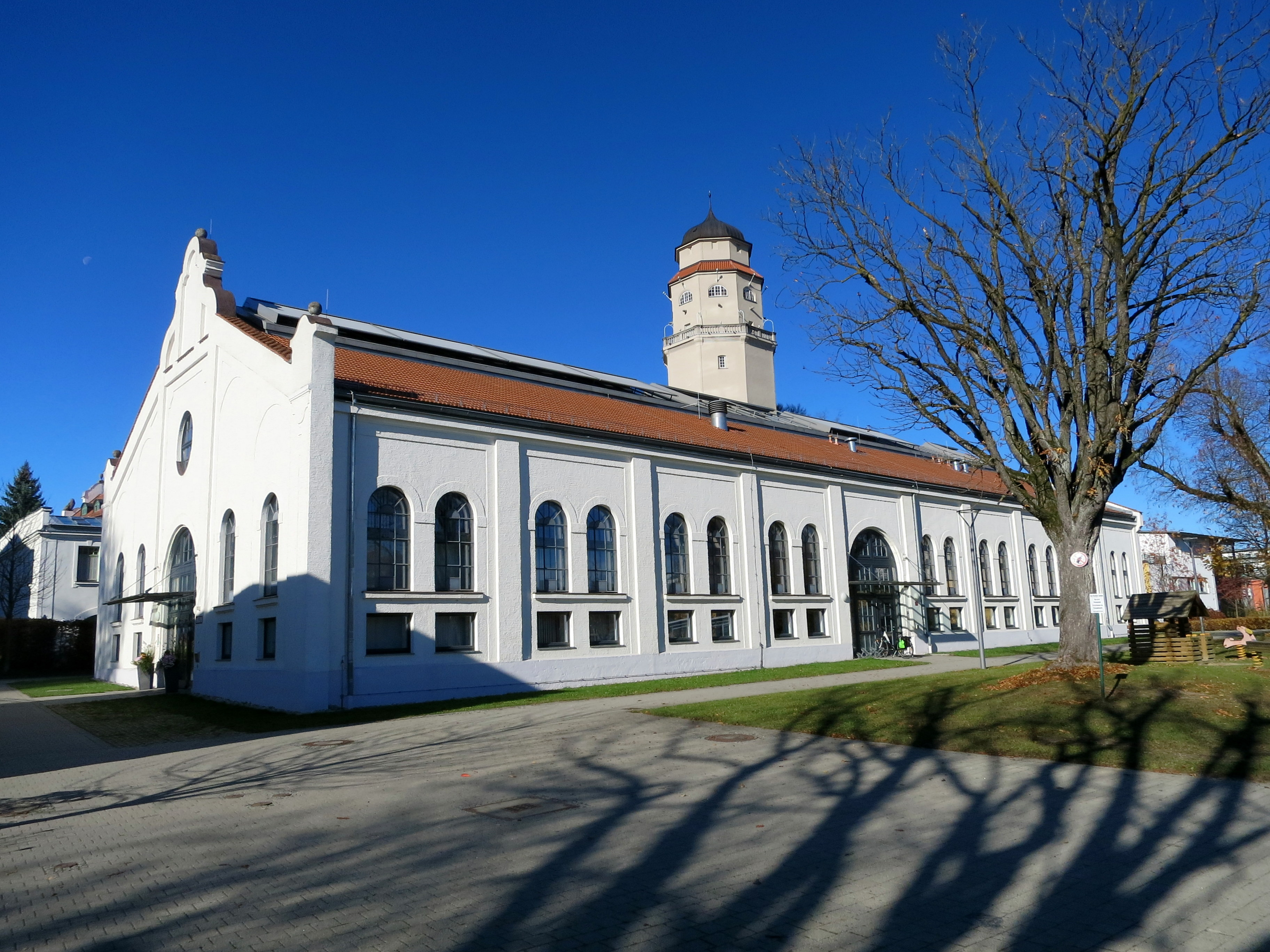
Pohled na jednu z budov bývalých kasáren, za níž stojí vodárenská věž